# Amalio Reyes, un hombre
Amalio Reyes, un hombre es una película filmada en colores de Argentina dirigida por Enrique Carreras según el guion de Norberto Aroldi según la novela El romance de Amalio Reyes, de Cátulo Castillo que se estrenó el 16 de abril de 1970 y que tuvo como protagonistas a Hugo del Carril, Luis Medina Castro, Jorge Salcedo, Julia Sandoval y Elsa Daniel. La coreografía pertenece a Víctor Ayos.

## Sinopsis
Ambientada en los suburbios de Buenos Aires a principio del siglo XX, las andanzas de un malevo guapo y generoso.

## Reparto
Intervinieron en el filme los siguientes intérpretes:
- Hugo del Carril
- Luis Medina Castro
- Jorge Salcedo
- Julia Sandoval
- Elsa Daniel
- Ubaldo Martínez
- Beto Gianola
- Mario Lozano
- Juan Carlos Lamas
- Pedro Buchardo
- Nathán Pinzón
- Guillermo Battaglia
- Juan Alighieri
- Alejandro Anderson
- Alfonso Pisano
- Carlos Bianquet
- Guadalupe Leuviah

## Comentarios
Jaime Potenze opinó en La Prensa:

”El film …resulta simpático, y no dudamos que tendrá amplia repercusión entre el público menos exigente.”

revista Gente dijo:

”Superhombre Hugo Reyes, percanta a migo: “hoy llorás, malevo triste”.”

Manrupe y Portela escriben:

”Una de guapos fuera de época y cargada de tipismos en un resurgir de del Carril actor.”